# Desinfektionssprit

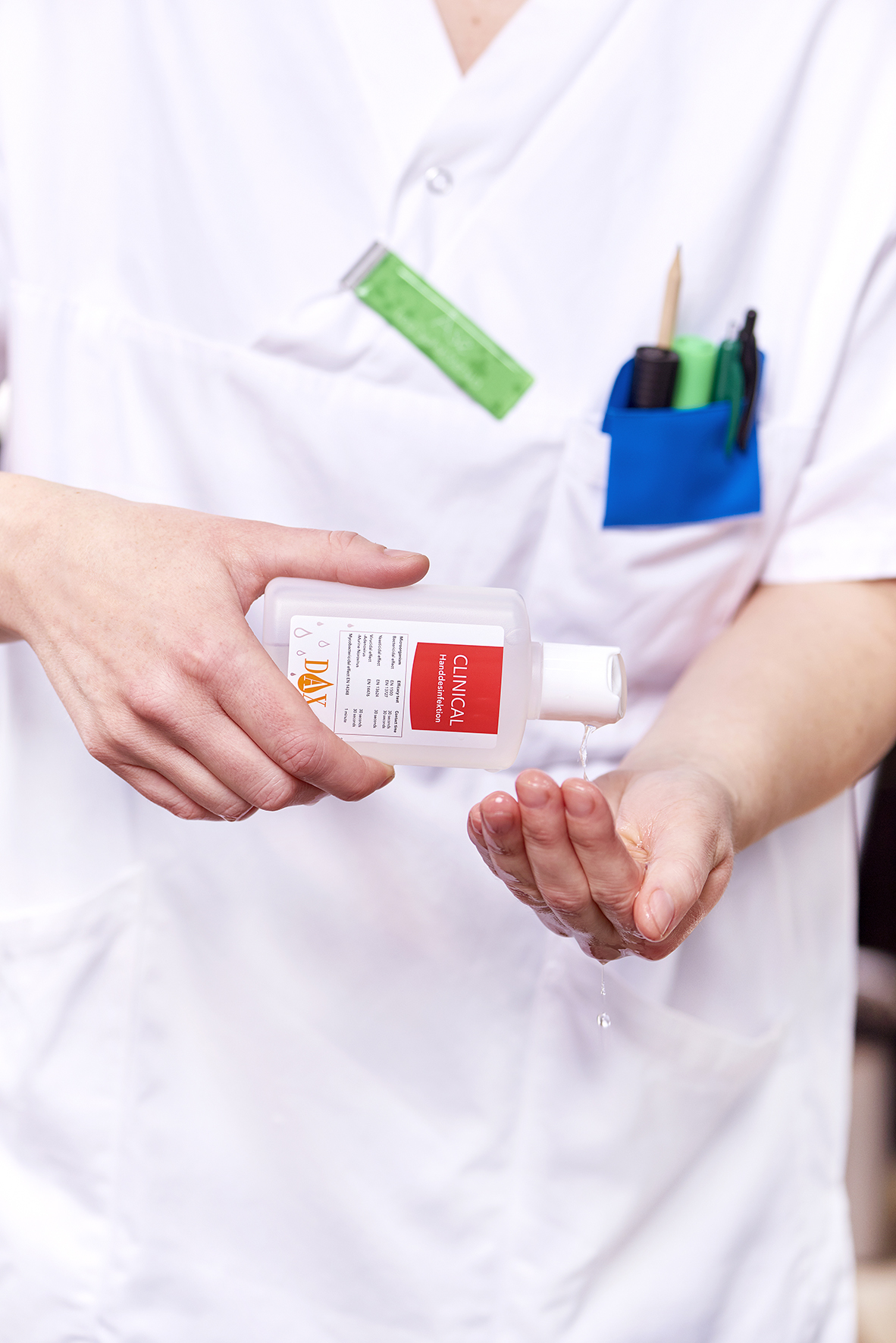
Handsprit i sjukhusmiljö

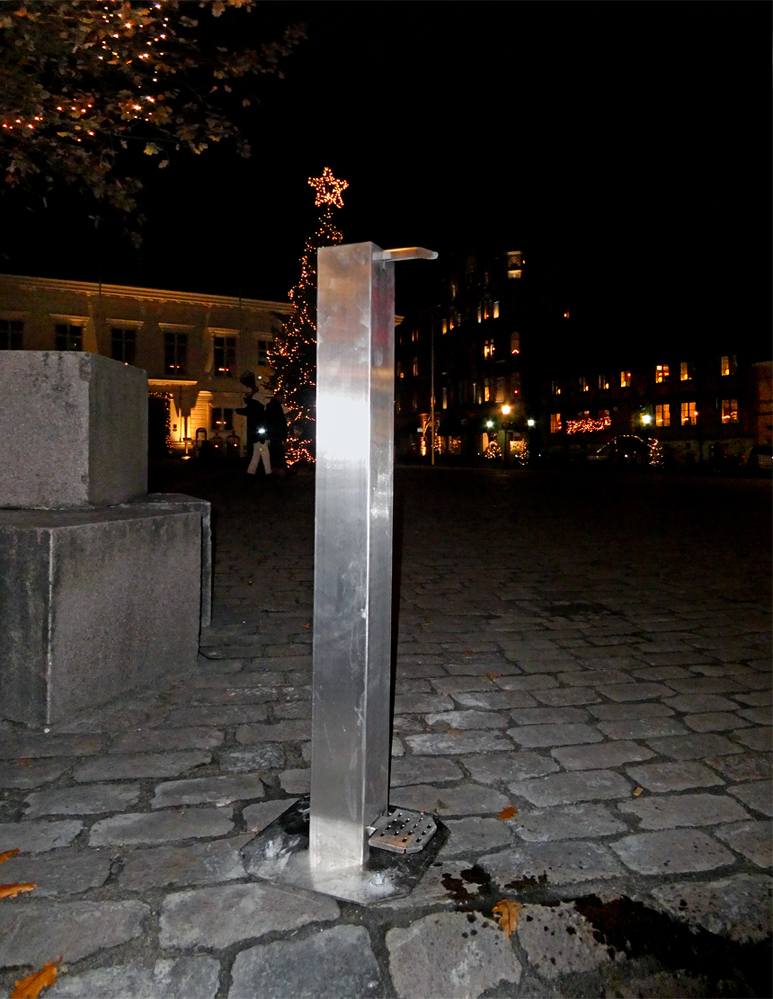
En pump med handsprit på Stortorget i Ystad 28 nov 2020.

Desinfektionssprit, handsprit eller alkoholbaserat handdesinfektionsmedel, är en typ av desinfektionsmedel som främst används inom vård och omsorg för att undvika överföring av smitta. Handsprit finns både i lättflytande form och i gelform. Alkoholhalten varierar mellan 60 och 85 volymprocent och vanligast i Norden är produkter med en etanolhalt på cirka 70 volymprocent. I exempelvis i USA används ofta olika propanoler.
Folkhälsomyndigheten och 1177 Vårdguiden rekommenderar handtvätt med tvål och vatten när det är möjligt. Detta för att handsprit inte tar bort smuts och inte är verksamt mot vissa virus, exempelvis sådana som orsakar magsjuka. Handsprit med minst 60 procent alkohol är däremot lämpligt att använda när det saknas tillgång till tvål och vatten.

## Handsprit
Patienter som drabbas av vårdrelaterad smitta, ofta kallad "sjukhusinfektion" får ofta utstå långvarigt, ibland svårt invalidiserande lidande eller kan till och med avlida som en följd av infektionen. Samhället har därför stora kostnader för infektionerna och bland de viktigaste åtgärderna mot smittspridning för både patient och samhälle är god hygien hos vårdpersonalen.
Handsprit har främst effekt på bakterier men även på vissa virus som har hölje som influensaviruset men däremot saknas effekt på exempelvis många virus som orsakar luftvägs- eller maginfektioner. Den har också mycket dålig, oftast ingen effekt på sporbildande bakterier.
Vätskan kan bestå av etanol (etylalkohol) utspädd med vatten till halten 70–75 volymprocent samt denatureringsmedel. Andra produkter innehåller propanol, framför allt isopropylalkohol, till cirka 60 volymprocent. Produkter med båda alkoholerna förekommer också, liksom produkter med tre alkoholer som tillsammans utgör upp till 85 volymprocent. Handsprit innehåller i många fall en mindre mängd glycerol för att motverka den uttorkande effekten på huden. En del handspritprodukter innehåller tillsatser som ger gelkonsistens med liknande syfte.

## Användning

### Ytor och föremål
Desinfektionssprit används för att desinfektera ytor och föremål som ska vara rena och torra när desinfektionen görs eftersom föroreningar, särskilt med organiskt material inaktiverar spriten och vatten späder ut spriten så tillräcklig koncentration inte säkert erhålls för att ta död på bakterier.

### Hud
Hud som ska desinfekteras ska vara ren och torr då desinfektionen görs.
Socialstyrelsens hygienkrav inom vård och omsorg inkluderar användning av handdesinfektionsmedel precis före och efter varje vårdtillfälle av en patient. Vid misstanke om nedsmutsade händer eller vid behandling av en patient med kräkningar och/eller diarré ska handdesinfektion alltid föregås av handtvätt med tvål och vatten.

## H1N1-utbrottet
I samband med svininfluensaepidemin 2009 ökade försäljningen av handsprit kraftigt. På vissa platser ökade försäljningen så mycket att handspriten tog slut på apoteken. Många vanliga butiker började sälja handsprit, vilket Brandskyddsföreningen har ansett är farligt om det skulle börja brinna, då handsprit är mycket lättantändlig och därefter svårsläckt.

## COVID-19 pandemin
År 2020 i samband med covid-19-pandemin tog handspriten slut hos de stora kedjorna i Sverige, detta ledde till att flera av landets tillverkare av vodka erbjöd sig leverera sprit för tillverkning av handsprit.